# Kjuente
Il Kjuente (in russo Кюенте?) è un fiume della Russia siberiana orientale, affluente di sinistra della Indigirka.
Il Kjuente ha origine dalla confluenza dei fiumi Suntar (184 km) e Agajakan (160 km) che scendono dal versante settentrionale dei monti Suntar-Chajata, scorrendo successivamente nell'area montuosa dell'altopiano di Ojmjakon in un'ampia pianura alluvionale, ramificata e tortuosa. Maggior affluente è il Brjungjade (207 km) dalla sinistra idrografica.
I periodi di gelo vanno, mediamente, dall'inizio di ottobre alla fine di maggio; il fiume non incontra alcun centro urbano di rilievo in tutto il suo corso.